# Cyperus matudae
Cyperus matudae là loài thực vật có hoa trong họ Cói. Loài này được G.C.Tucker mô tả khoa học đầu tiên năm 1986.